# Kodnia (stacja kolejowa)
Kodnia (ukr. Кодня) – stacja kolejowa w miejscowości Kodnia, w rejonie żytomierskim, w obwodzie żytomierskim, na Ukrainie. Położona jest na linii Żytomierz – Berdyczów.

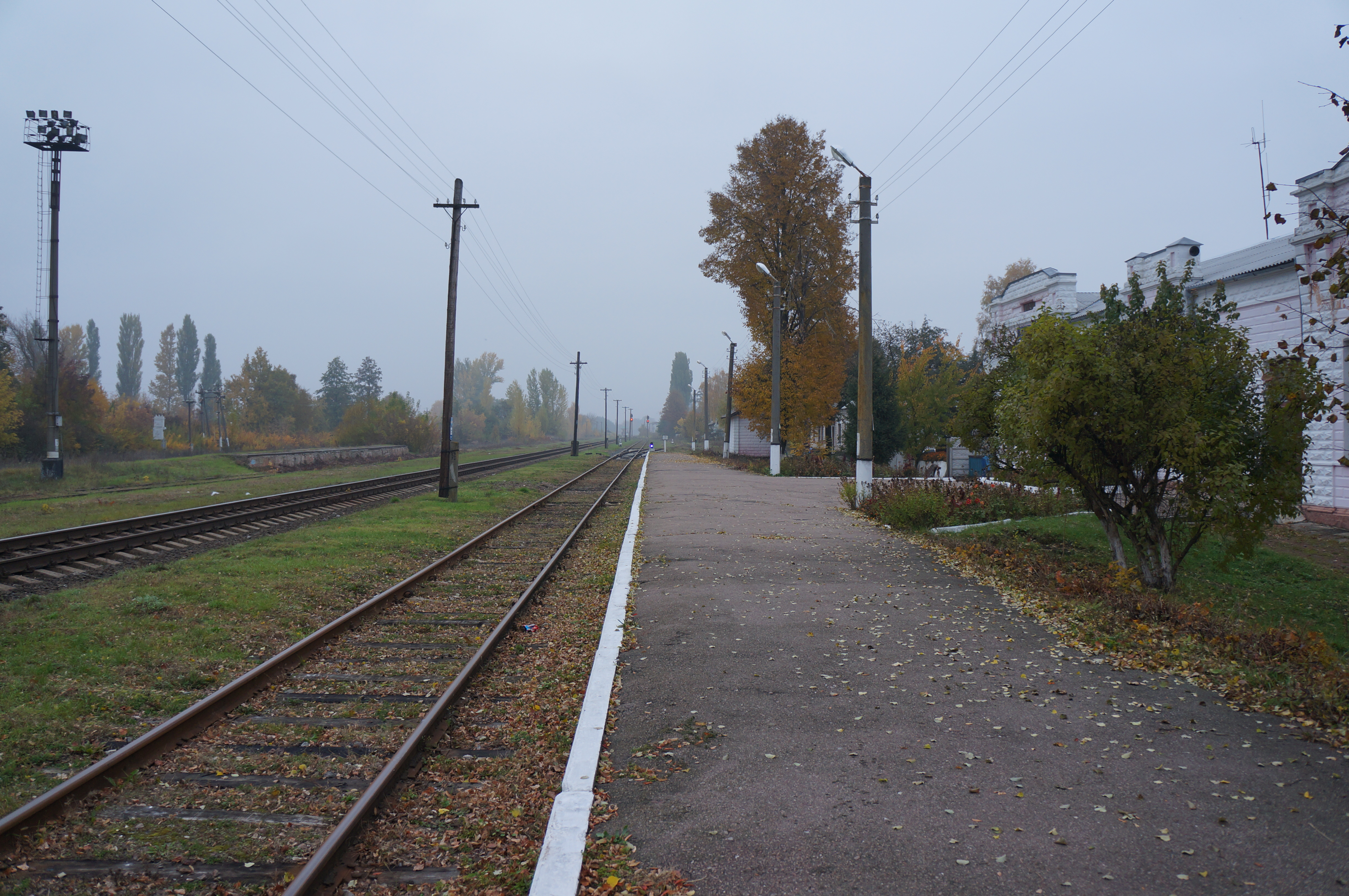
widok w stronę Żytomierza
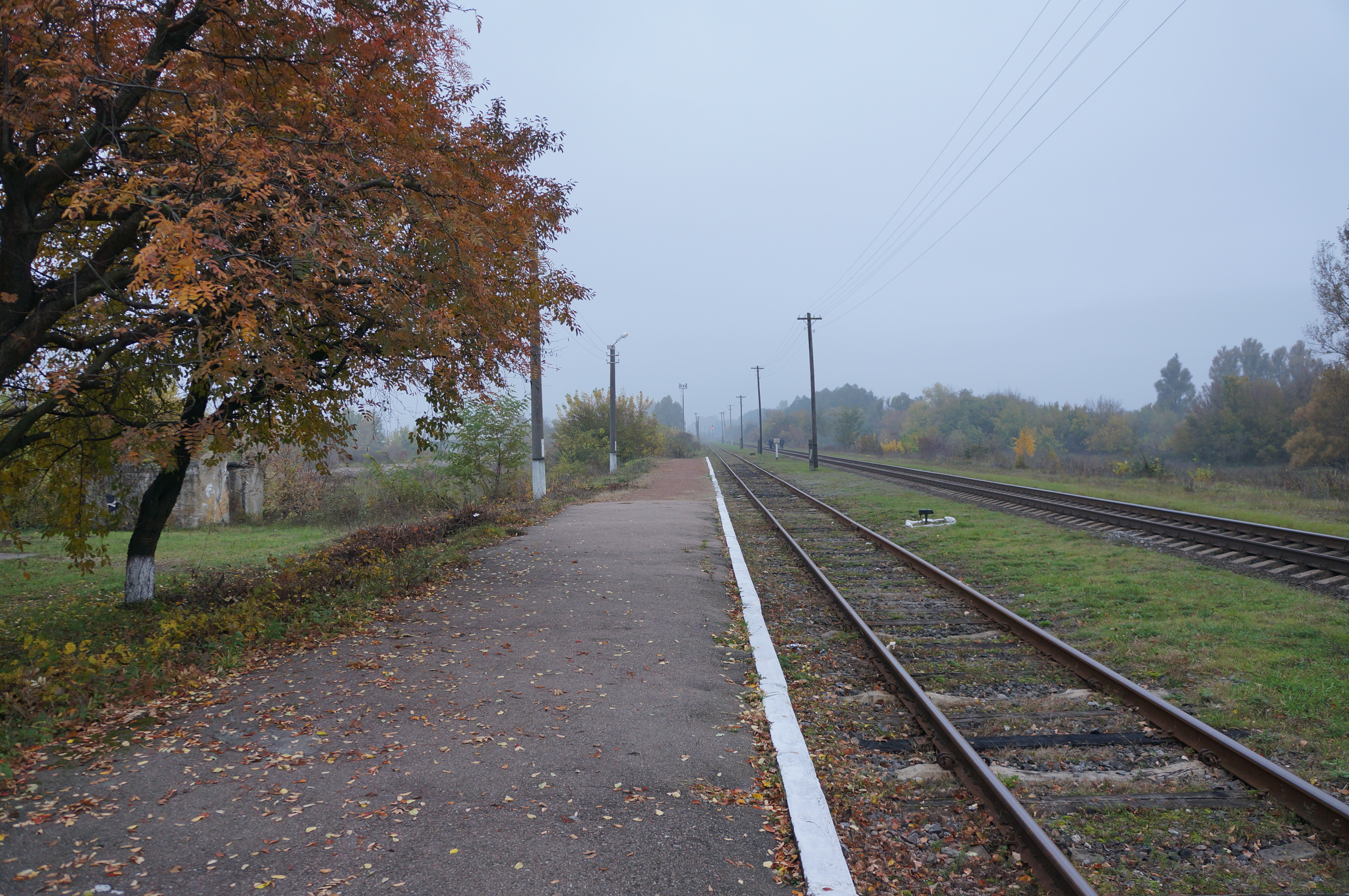
widok w stronę Berdyczowa